# Dolichopeza (Nesopeza) caloptera
Dolichopeza (Nesopeza) caloptera is een tweevleugelige uit de familie langpootmuggen (Tipulidae). De soort komt voor in het Oriëntaals gebied.